# Oca alablava
L'oca alablava (Cyanochen cyanoptera) és una espècie d'ocell de la família dels anàtids (Anatidae) que habita aiguamolls i praderies humides de les terres altes d'Etiòpia. És l'única espècie del gènere Cyanochen.